# Ferdinand Meldahl

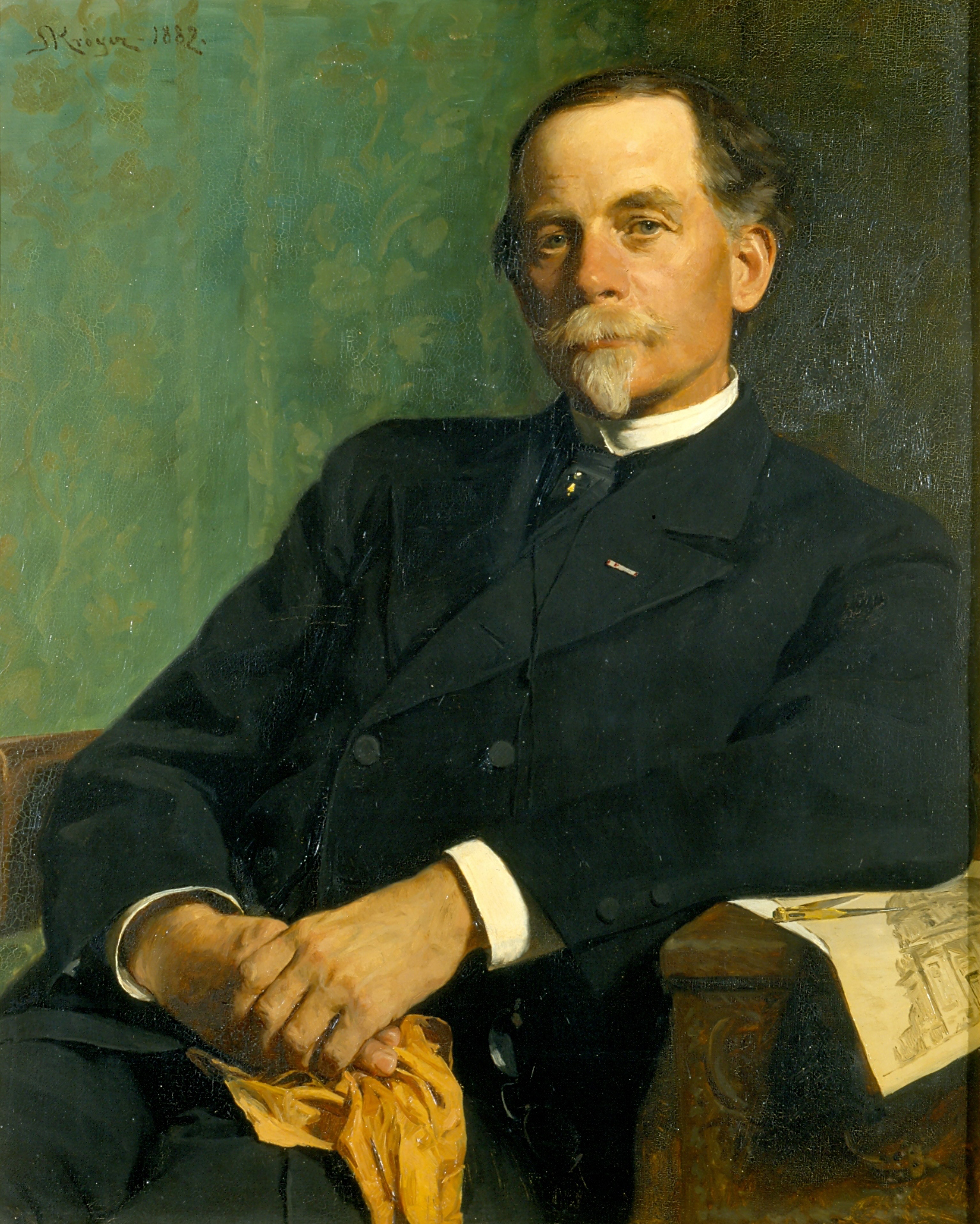
Ferdinand Meldahl (1882)

Ferdinand Meldahl (* 16. März 1827 in Frederiksberg; † 3. Februar 1908 in Kopenhagen) war ein führender dänischer Architekt des Historismus und zugleich Kunsthistoriker.

## Leben
Ferdinand Meldahl, Sohn des Eisengießers und Fabrikanten Heinrich Meldahl, hatte als Maurerjunge Erstkontakt mit dem Bauwesen. Er wurde auf der Kopenhagener Kunstakademie zum Architekten ausgebildet und ergänzte seine Ausbildung durch zahlreiche Studienreisen nach Deutschland, Frankreich, Italien, Spanien, Holland, England, Ägypten und Syrien in den 1850er Jahren. Im Jahr 1858 wurde er Mitglied der Kunstakademie, ab 1864 Professor der Baukunst an genannter Institution, von 1873 bis 1890 ihr Direktor. Durch seine 27-jährige Tätigkeit im Kopenhagener Stadtrat gelang es Meldahl, bedeutenden Einfluss auf die Entwicklung der dänischen Hauptstadt zu gewinnen.

## Werke (Auswahl)
Zu Meldahls bedeutendsten Werken zählen der 1860 begonnene Wiederaufbau von Schloss Frederiksborg nach der Brandkatastrophe vom 16. Dezember 1859. Diese Arbeit erstreckte sich bis 1885.
Der nächste größere Auftrag war die Fertigstellung der 1749 begonnenen, aber zur Bauruine verkommenen Frederikskirche im Jahr 1875, was bis zum Jahr 1894 dauerte.
Parallel Jahr leitete Meldahl den Bau des  Von 1875 bis 1880 modernisierte er außerdem das Schloss Friedrichsruhe in Hanau. Meldahl nahm auch zwischen 1880 und 1881 die Erweiterung von Schloss Charlottenlund durch zwei Seitenflügel sowie eine Kuppel vor. Dabei veränderte er die barocke Fassade im Stil der französischen Neorenaissance.
Eigene Pläne und fertiggestellte Bauten waren außer dem Rathaus in Fredericia, die Stiftsbibliothek in Roeskilde, das Blindeninstitut und die Navigationsschule in Kopenhagen.

## Mitgliedschaften und Würdigungen
Meldahl wurde in mehrere ausländische Sozietäten aufgenommen: in die Accademia di Bella Arti von Florenz, die Kungliga Konsthögskolan Stockholm (Königliche Akademie der freien Künste Stockholm), das Londoner Royal Institute of British Architects, die Royal Historical Society, ebenfalls in London, und im Januar 1896 in die Preußische Akademie der Künste in Berlin.

## Veröffentlichungen
1888 veröffentlichte er zusammen mit F. Skjøld Neckelmann im Berliner Wasmuth-Verlag das Standardwerk Denkmäler der Renaissance in Dänemark.

## Familiäres
Ferdinand Meldahl hatte Amalie von Raeder, Enkelin des Hamburger Kaufmanns Georg Friedrich Baur, geheiratet.